# グリオキシル酸オキシダーゼ
グリオキシル酸オキシダーゼ（glyoxylate oxidase）は、グリオキシル酸およびジカルボン酸代謝酵素の一つで、次の化学反応を触媒する酸化還元酵素である。
グリオキシル酸 + H2O + O2 {\displaystyle \rightleftharpoons } シュウ酸 + H2O2
反応式の通り、この酵素の基質はグリオキシル酸と水と酸素、生成物はシュウ酸と過酸化水素である。
組織名はglyoxylate:oxygen oxidoreductaseである。